# Cutty Ranks
Philip Thomas,  más conocido como Cutty Ranks (2 de diciembre de 1965), es un escritor de canciones y rapero jamaicano de reggae y dancehall.

## Biografía
Thomas nació en la Parroquia de Clarendon en 1965. Él comenzó su carrera musical como un artista de reggae a la edad de los 14 con el Reggae Sound system Gemini, antes llegó a trabajar con Rebel Tone de Tony Rebel y Papa Roots, y más tarde trabajó con Stereo Mars, Arrows y Metro Media. Él se unió a la agrupación Killamanjaro donde trabajo con Early B, Super Cat, Puddy Roots, y Little Twitch, y entonces Sturmars trabajó con Josey Wales, Nicodemus, Super Cat, U Brown, y Yami Bolo. Su primer trabajo al salir de la escuela fue de carnicero.
Ranks le empezó a llamar la atención el sello discográfico Fashion Records con sede en Londres y en 1991, él lanza The Stopper y un álbum de debut del mismo nombre para el sello musical Fashion, seguido del álbum Lethal Weapon en el mismo año para la discográfica Penthouse, con la participación de cantantes como Marcia Griffiths, Dennis Brown, Wayne Wonder, y Beres Hammond. Sus seguidos álbumes From Mi Heart y Six Million Ways to Die donde fue lanzado por Priority Records en 1996. Six Million Ways to Die incluyó un Remix de hip hop del tema musical de ranks titulado A Who Seh Me Dun que se expresó antes en el Bam Bam riddim en 1992. En 2000, lanzó su álbum Back With A Vengeance producido por King Jammy. En este álbum Ranks expuso otros estilos musicales, incluyendo el hip hop y el dancehall. Su tema musical Bomber es considerado un clásico en Jamaica.
Cutty Ranks ha tenido una gran influencia fuera del mundo del dancehall, particularmente en el ámbito del Drum and bass y jungle. Sus voces han sido frecuentemente masterizados y se han hecho Remixes de sus canciones mezcladas por artistas como Goldie.

## Discografía
- The Stopper (1991), Fashion.
- Lethal Weapon (1991), Penthouse.
- Retreat (1991), VP.
- From Mi Heart (1992), Shanachie.
- Six Million Ways to Die (1996), Priority.
- Back with a Vengeance (2001).
- Hard for It (2005), Wallboomers.
- Limb By Limb - Reggae Anthology (1989), VP.

Colaboraciones, álbumes divididos
- Another One for the Road (1991), Greensleeves - with Cocoa Tea y Home T.
- Die Hard (Volumes 1 & 2) (1991), Penthouse - con la participación de  Tony Rebel.
- 20 Man Dead (1991), Charm - Con Tony Rebel.
- Rumble in the Jungle, Vol. 2 (1995), Fashion - con la participación de Poison Chang.